# ویستا آوتدور
ویستا آوتدور (انگلیسی: Vista Outdoor) شرکت تجهیزات ورزشی آمریکایی است، که در سال ۲۰۱۵ تأسیس شد.